# Svjetski dan učitelja
Svjetski dan učitelja obilježava se svake godine 5. listopada. Proglasio ga je UNESCO godine 1994. u spomen na isti datum 1966. godine kada je potpisana Preporuka o statusu učitelja.
Napori Obrazovne internacionale (EI-a), svjetskoga saveza sindikata stručnjaka u obrazovanju sa sjedištem u Bruxellesu, doprinijeli su međunarodnome priznanju i obilježavanju Dana širom svijeta.

## Vanjske poveznice
- „Profesore, ovo je između Vas i djece”: tekst uz Svjetski dan učitelja